# Tondi Koirey (Tondikiwindi)
Tondi Koirey (auch: Tondi Koiarey, Tondikoiré, Tondikouarey, Tondi Kouarey, Tondi Koyré) ist ein Dorf in der Landgemeinde Tondikiwindi in Niger.

## Geographie
Das von einem traditionellen Ortsvorsteher (chef traditionnel) geleitete Dorf befindet sich rund 32 Kilometer nordwestlich des Hauptorts Tondikiwindi der gleichnamigen Landgemeinde, die zum Departement Ouallam in der Region Tillabéri gehört. Die Staatsgrenze zu Mali verläuft etwa 68 Kilometer nördlich von Tondi Koirey. Zu den Siedlungen in der näheren Umgebung von Tondi Koirey zählen Tchioma Bangou im Nordwesten, Tinzaou im Nordosten, Niarbou Kouara im Osten und Tougfouni im Südosten.
Es herrscht das Klima der Sahelzone vor, mit einer durchschnittlichen jährlichen Niederschlagsmenge zwischen 300 und 400 mm.

## Bevölkerung
Bei der Volkszählung 2012 hatte Tondi Koirey 799 Einwohner, die in 86 Haushalten lebten. Bei der Volkszählung 2001 betrug die Einwohnerzahl 639 in 66 Haushalten und bei der Volkszählung 1988 belief sich die Einwohnerzahl auf 453 in 46 Haushalten.

## Wirtschaft und Infrastruktur
Mit einem Centre de Santé Intégré (CSI) ist ein Gesundheitszentrum im Dorf vorhanden. Es gibt eine Grundschule.